# Scrancia
Scrancia är ett släkte av fjärilar. Scrancia ingår i familjen tandspinnare.

## Dottertaxa tillScrancia, i alfabetisk ordning[1]
- Scrancia accipiter
- Scrancia aesalon
- Scrancia africana
- Scrancia agrostes
- Scrancia albidorsa
- Scrancia albiplaga
- Scrancia amata
- Scrancia angustissima
- Scrancia arcuata
- Scrancia argyrochoa
- Scrancia astur
- Scrancia atribasalis
- Scrancia atrifasciata
- Scrancia atrifrons
- Scrancia brunnescens
- Scrancia buteo
- Scrancia cadoreli
- Scrancia corticalis
- Scrancia cupreitincta
- Scrancia danieli
- Scrancia discomma
- Scrancia dryotriorchis
- Scrancia elanus
- Scrancia erythrops
- Scrancia expleta
- Scrancia galactopera
- Scrancia galactoperoides
- Scrancia hypotriorchis
- Scrancia ioptila
- Scrancia lactea
- Scrancia leucopera
- Scrancia leucosparsa
- Scrancia margaritacea
- Scrancia melierax
- Scrancia milvus
- Scrancia modesta
- Scrancia nisus
- Scrancia oculata
- Scrancia orientalis
- Scrancia osica
- Scrancia paucinotata
- Scrancia pinheyi
- Scrancia piperita
- Scrancia polyphemus
- Scrancia prothoracalis
- Scrancia pyralina
- Scrancia quinquelineata
- Scrancia rachitica
- Scrancia rothschildi
- Scrancia sagittata
- Scrancia stictica
- Scrancia subrosea
- Scrancia subscrancia
- Scrancia tephraea
- Scrancia tinnunculus
- Scrancia tridens
- Scrancia tuleara
- Scrancia vaga
- Scrancia viridis